# Shin – Cậu bé bút chì: Đại chiến siêu năng lực ~ Sushi bay ~
Shin – Cậu bé bút chì: Đại chiến siêu năng lực ~ Sushi bay ~ (しん次元! クレヨンしんちゃん THE MOVIE 超能力大決戦 〜とべとべ手巻き寿司〜 Shin Jigen! Crayon Shin-chan The Movie Chōnōryoku Dai Kessen: Tobetobe Temakizushi) là một bộ phim điện ảnh anime trong năm 2023 của Nhật Bản do Shin-Ei Animation sản xuất. Đây là bộ phim sử dụng công nghệ 3DCG đầu tiên của loạt phim Shin – Cậu bé bút chì và là bộ phim đầu tiên ở định dạng 3D của loạt phim. Bộ phim được đạo diễn bởi Hitoshi Ône và kịch bản được viết bởi cả Yoshito Usui và Hitoshi Ône.
Bộ phim được khởi chiếu vào ngày 4 tháng 8 năm 2023 tại Nhật Bản. Tại Việt Nam, phim được phát hành vào 25 tháng 8 năm 2023.

## Sơ lược
Câu chuyện xoay quanh về hai nguồn sáng đặc biệt từ vũ trụ mang theo siêu năng lực đặc biệt tới Trái Đất. Một nguồn sáng tích cực "nhập" vào nhóc Shin, khiến cặp mông núng nính của Shin trở nên nóng bỏng và có khả năng điều khiển những đồ vật xung quanh theo ý muốn. Một thanh niên trẻ khác tên Mitsuru Hiriya cũng nhận được siêu năng lực này. Đồng thời, một nhà khoa học xấu xa khác nhăm nhe ý định lợi dụng siêu năng lực của Hiriya để trở thành bá chủ.

## Sản xuất
Bộ phim này mất khoảng bảy năm để sản xuất. Hitoshi Ōne làm đạo diễn cho bộ phim anime đầu tiên của mình, và Shirogumi (công ty sản xuất loạt phim Stand By Me Doraemon) sản xuất hoạt hình 3DCG.

### Nguyên tác gốc và chuyển thể anime
Nội dung của bộ phim này được lấy nguyên tác gốc từ một tập truyện ngắn trong tập thứ 26 của bộ manga Shin – Cậu bé bút chì có tên là "Shinnosuke và Himawari Anh em siêu năng lực" và được chuyển thể thành anime trong Tập đặc biệt 28, phát sóng ngày 5 tháng 1 năm 2001 với tựa đề "Anh em siêu năng lực – Trận chiến đầu tiên của thế kỉ 21" (エスパー兄妹 今世紀最初の決戦! Esupā kyōdai konseiki saisho no kessen!).

## Nhân vật

### Gia đình Nohara
Nohara Hiroshi (野原 ひろし)
Lồng tiếng bởi: Toshiyuki Morikawa (tiếng Nhật), Minh Thành (tiếng Việt)
Nohara Misae (野原 みさえ)
Lồng tiếng bởi: Miki Narahashi (tiếng Nhật), Lê Hà (tiếng Việt)
Nohara Shinnosuke (野原 しんのすけ)
Lồng tiếng bởi: Yumiko Kobayashi (tiếng Nhật), Xuân Huy (tiếng Việt)
Nohara Himawari (野原 ひまわり)
Lồng tiếng bởi: Satomi Koorogi (tiếng Nhật), Kim Thư (tiếng Việt)
Bạch Tuyết (シロ Shiro)
Lồng tiếng bởi: Mashiba Mari (tiếng Nhật), — (tiếng Việt)

### Đội phòng vệ Kasukabe
Bo (ボー Bō)
Lồng tiếng bởi: Chie Sato (tiếng Nhật), Minh Huy (tiếng Việt)
Kazama Toru (風間 トオル)
Lồng tiếng bởi: Mashiba Mari (tiếng Nhật), Phạm Hồ Thanh Lộc (tiếng Việt)
Satō Masao (佐藤 マサオ)
Lồng tiếng bởi: Ichiryūsai Teiyū (tiếng Nhật), Võ Thị Hồng Ý (tiếng Việt)
Sakurada Nene (櫻田 ネネ)
Lồng tiếng bởi: Tamao Hayashi (tiếng Nhật), Giáng Tiên (tiếng Việt)

### Trường mẫu giáo Futaba
Thầy hiệu trưởng ()
Lồng tiếng bởi: Morita Junpei (tiếng Nhật), — (tiếng Việt)
Cô Yoshinaga Midori (吉永 みどり)
Lồng tiếng bởi: Nanao Haruhi (tiếng Nhật),  Thúy Hằng (tiếng Việt)
Cô Matsuzaka Ume (まつざか 楳)
Lồng tiếng bởi: Michie Tomizawa (tiếng Nhật), — (tiếng Việt)
Cô Ageo Masumi (上尾 ますみ)
Lồng tiếng bởi: Mitsuishi Kotono (tiếng Nhật), — (tiếng Việt)

### Nhân vật khác
Kawamura Yasuo ()
Lồng tiếng bởi: Tomoko Otsuka (tiếng Nhật), — (tiếng Việt)
Hitoshi ()
Lồng tiếng bởi: Nakyo Nagasawa (tiếng Nhật), — (tiếng Việt)
Terunobu ()
Lồng tiếng bởi: Fujiko Takimoto (tiếng Nhật), — (tiếng Việt)
Giáo sư Ikebukuro ()
Lồng tiếng bởi: Suzuki Mogura (tiếng Nhật), Quốc Uy (tiếng Việt)
Nustradamus II ()
Lồng tiếng bởi: Katamari Mizukawa (tiếng Nhật), Minh Triết (tiếng Việt)
Hiriya Mitsuru ()
Lồng tiếng bởi: Matsuzaka Tori (tiếng Nhật), — (tiếng Việt)
Fukaya Negiko ()
Lồng tiếng bởi: Kitō Akari (tiếng Nhật), Mỹ Lợi (tiếng Việt)

## Âm nhạc
Vào ngày 5 tháng 6 năm 2023, có thông báo rằng Bài hát 「Future is Yours」, sáng tác bởi Sambomaster (サンボマスター) sẽ là bài hát chủ đề của phim.